# 岑姫
岑姫（みねひめ、元和2年（1616年） - 寛永12年4月22日（1635年6月7日））は、仙台藩初代藩主伊達政宗の三女。母は側室の勝女（多田吉広の娘）。涌谷伊達家の伊達宗実の正室。

## 生涯
元和2年（1616年）、伊達政宗の三女として生まれる。政宗50歳の時の子である。寛永4年（1627年）11月14日、12歳で伊達家一門（涌谷伊達家）の伊達宗実に嫁ぐ。婚礼の際、父の政宗は新夫の宗実に祝儀として脇差しを贈り、祝宴を開いたという。
しかし子は授からないうち、寛永12年（1635年）に病死した。享年20。法名は清浄院樹岑蔭涼。
その後、夫の宗実も寛永16年（1639年）に病死し、夫の父伊達定宗は、岑姫のために清浄院（涌谷町）、宗実のために谷陽院（小牛田町）をそれぞれ建立し、菩提を弔ったという。